# Solomon ka Dinuzulu

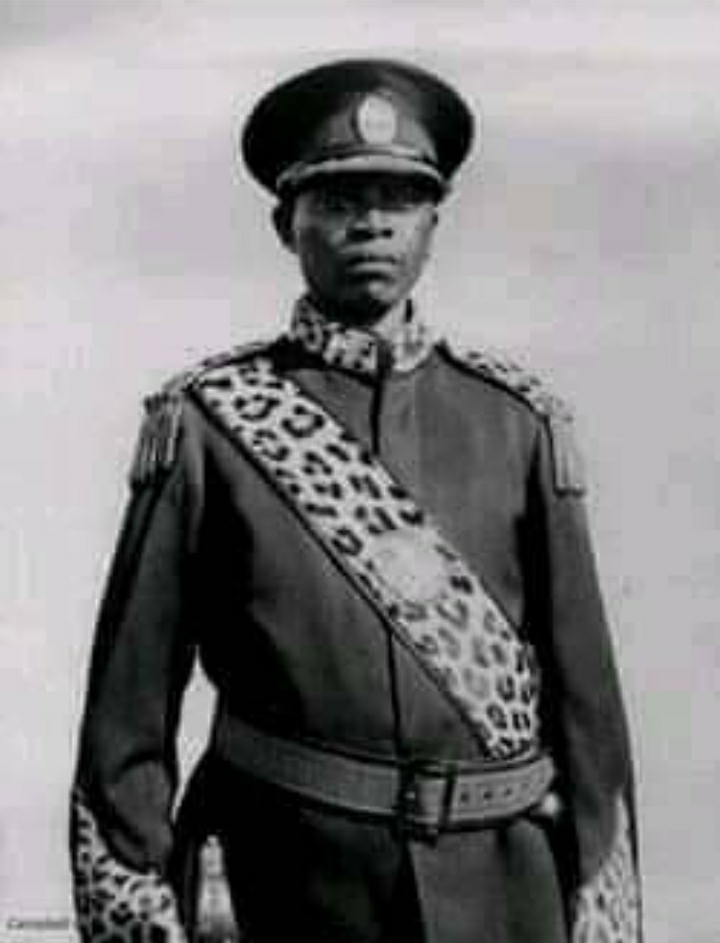
Solomon ka Dinuzulu

Solomon ka Dinuzulu (* 1891 auf St. Helena; † 4. März 1933 in Kambi, Louwsburg, heute KwaZulu-Natal) war König der Zulu von 1913 bis 1933.

## Leben
Solomon ka Dinuzulu war der Sohn des Zulukönigs Dinuzulu ka Cetshwayo und wurde in der Verbannung auf St. Helena geboren. Bei seiner Thronbesteigung 1913 war das Zululand bereits Teil der Provinz Natal und stellte somit keine unabhängige staatliche Einheit mehr dar. Solomon ka Dinuzulu führte den Königstitel zeremoniell, er wurde von den Briten als solcher jedoch nie offiziell anerkannt. Er war Mitbegründer der ersten Inkatha-Bewegung (auch Inkatha kaZulu) in den 1920er Jahren.